# Flotilla

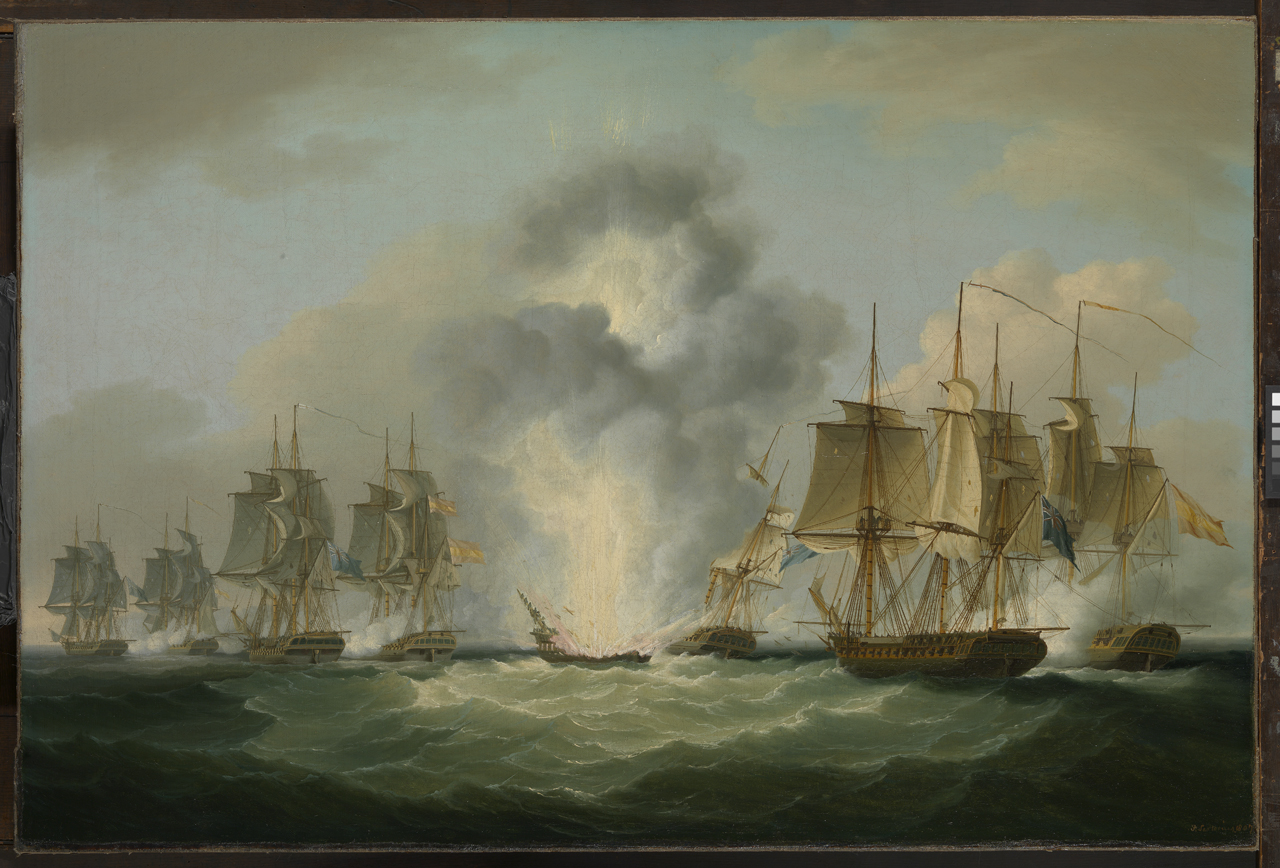
La flotilla de José de Bustamante y Guerra's interceptada per fragates britàniques el 1804

Una flotilla (del diminutiu castellà flota, petita flota de vaixells), és una formació tàctica de petits vaixells de guerra que poden ser part d'una flota més grossa. Una flotilla normalment està composta d'un grup homogeni de vaixells de guerra del mateix tipus com poden ser fragates, destructors, submarins o altres. Els vaixells més grossos s'agrupen en esquadrons.
La flotilla normalment està comandada per un contralmirall, un comandant o un capità. Un vicealmirall, en canvi, comanda un esquadró. Una flotilla està dividida en dues o més divisions navals. Sovint, però no necessàriament, la flotilla és una formació permanent.
En les forces navals modernes, les flotilles han tendit a ser unitats administratives. A més, el terme esquadró ha anat substituint el de flotilla en moltes forces navals.
Encara que la flotilla no té un equivalent exacte en les forces de terra a grans trets seria el mateix que una brigada o regiment.